# Купрешки партизански одред
Купрешки народноослободилачки партизански (НОП) одред је био партизанска јединица у саставу Народноослободилачке војске и партизанских одреда Југославије током Другог светског рата у Југославији. 

## Историјат
Формиран је 27. јула 1943. од Купрешког батаљона. Дејствовао је, најпре, претежно у Купрешком пољу, а затим и на целом подручју општине Купрес. Крајем 1943. помиње се и као Благајски и Благајско-јањски НОП одред. У октобру је Одред имао 230 бораца. У одбрани слободне територије 1944. Одред заједно с јединицама 10. дивизије све чешће води борбе с немачким јединицама, четницима и усташком милицијом, обезбеђује саобраћај, позадинске установе (болнице, складишта, радионице) и војнотериторијалне органе. У септембру 1944. после упућивања већег броја бораца у 9. крајишку бригаду, остатак од 50 бораца, углавном, старијих годишта, реорганизован је у једну чету. Чета се на подручју које је мобилизацијски било исцрпено, није могла повећавати нити извршавати раније задатке, па је у октобру расформирана по наређењу Штаба 5. корпуса, а њеним људством попуњене су страже команди места и јајачког војног подручја